# Голубев, Сергей Михайлович
Сергей Михайлович Голубев —  советский деятель органов государственной безопасности, генерал-майор, резидент в Египте.

## Биография
В 1966-1970 годах возглавлял резидентуру внешней разведки КГБ в Каире. В начале 1970-х работал во ВГУ КГБ, затем был переведён в ПГУ КГБ, где с 1985 также занимался контрразведкой в качестве заместителя начальника Службы №2 — Управления «К». Курировал деловые связи с КГБ НРБ. По данным ряда публикаций считается, что будучи заместителем О. Д. Калугина, получил по запросу в Лаборатории № 12 особенный «болгарский зонтик» с ампулой рицина, который передал сотрудникам органов государственной безопасности НРБ для организации ими покушения на убийство В. Б. Костова и убийства Г. И. Маркова.

### Звания
- полковник;
- генерал-майор.

## Публикации
- Примаков Е. М. Очерки истории российской внешней разведки. В 6 т. Т. 3. 1933-1941 гг. — М.: Международные отношения, 1997. — 496 с., ил.; ISBN 5-7133-0859-6, ISBN 5-7133-0942-8 (т. 3).[6]